# Dans les ruines de Carthage
Dans les ruines de Carthage è un cortometraggio del 1910 diretto da Georges Hatot e Victorin-Hippolyte Jasset.

## Trama
L'archeologo Champeaux, è il responsabile degli scavi da eseguire a Cartagine. Individua il tesoro perduto di Eschmoun, ma il segretario dell'archeologo escogita un piano per rubare il tesoro. Per fare questo corrompe uno dei servitori arabi, il quale di notte entra nello studio dell'archeologo rubandogli i piani delle rovine. Una volta rubati i piani l'arabo, li consegna ad il segretario che li nasconde nella "Tomba della Somma Sacerdotessa" cercando di eliminare ogni sospetto su di lui. Il servo arabo però confessa all'archeologo del piano organizzato dal segretario, conducendo l'archeologo alla Tomba.